# Filip Aleksandrovič Agalcov
Filip Aleksandrovič Agalcov (rusko Филипп Александрович Агальцов), sovjetski general, * 20. januar 1900, † 29. junij 1980.

## Življenjepis
Med drugo svetovno vojno je poveljeval naslednjim enotam: 292. jurišni letalski diviziji (1943–1944), 9. gardni jurišni letalski diviziji (1944) in 1. poljskemu mešanemu letalskemu korpusu (1944–1945).
Po vojni je bil prvi namestnik vrhovnega poveljnika vojnega letalstva (1949–1956), generalni inšpektor vojnega letalstva (1956–1958), namestnik vrhovnega poveljnika vojnega letalstva (1958–1962) in vojaški inšpektor-svetnik (1969–1980).